# 大石头乡
大石头乡，是中华人民共和国新疆维吾尔自治区昌吉回族自治州木垒哈萨克自治县下辖的一个乡镇级行政单位。

## 行政区划
大石头乡下辖以下地区：
石油牧民新村、大石头村、铁尔沙克村、红岩村和拜格卓勒村。